# Цинь Йонмін
Цинь Йонмін (кит.: 秦永敏; нар. 11 серпня 1953) — китайський правозахисник, політичний активіст та дисидент, співзасновник Демократичної партії Китаю. Багаторічний в'язень за свої переконання.

## Біографія
Народився 11 серпня 1953 року в Ухані. Працював на Уханському сталеливарному комбінаті. Наприкінці 1970-х років був редактором журналу «The Bell», що пропагував демократію. У 1980 році брав участь у створенні Демократичної партії Китаю. У 1981 році його заарештували і засудили до восьми років позбавлення волі за «контрреволюційну пропаганду та підбурювання до перевороту». Звільнився з в'язниці у 1989 році.
Цинь брав участь у заснуванні руху «Мирної Хартії» у Пекіні 14 січня 1993 року. Хартія вимагала визнати неправомірним придушення акції протесту на площі Тяньаньмень 1989 року і звільнення політв'язнів. Цинь був засуджений за «збурення соціального порядку» і засуджений до двох років виправних робіт.
У 1997 році Цинь опублікував відкритий лист Цзян Цземіну, у якому вимагав, щоб Комуністична партія Китаю проводила політичні реформи в Китаї для досягнення конституційної демократії. У 1998 році Цинь Йонмін заарештований та засуджений до 12 років ув'язнення за «підрив державного ладу».
У 1999 році, коли він був ще в ув'язненні, Цинь обраний одним із чотирьох співголів Демократичної партії Китаю. У тому ж році комісія ООН з прав людини висунула кандидатуру Цинь Йонміна на Нобелівську премію миру. Звільнений з в'язниці в листопаді 2010 року.
З 1970 по 2012 рік Цинь Йонміна затримували або заарештовували 39 разів, у в'язниці загалом він провів 22 роки.
Йонміна знову арештували в січні 2015 року. В цей час він очолював групу із захисту демократії China Human Rights Watch, активісти якої влаштовували дискусії на політичні теми і публікували в інтернеті матеріали з критикою влади. Його засудили на три роки. У липні 2018 року його вкотре засудили до 13 років ув'язнення «за підрив державного ладу».